# Сан Никола (Торино)
Сан Никола је насеље у Италији у округу Торино, региону Пијемонт.
Према процени из 2011. у насељу је живело 62 становника. Насеље се налази на надморској висини од 262 м.